# No Tourists
No Tourists è il settimo album in studio del gruppo musicale britannico The Prodigy, pubblicato il 2 novembre 2018 dalla Take Me to the Hospital e dalla BMG.
L'album è l'ultimo inciso dal gruppo insieme a Keef Flint, morto suicida nel marzo 2019.

## Tracce
1. Need Some1 – 2:43 (Liam Howlett, James Rushent, Arthur Baker, Gavin Christopher Wright)
2. Light Up the Sky – 3:20 (Liam Howlett, Maxim, Olly Burden, Jiří Schelinger)
3. We Live Forever – 3:43 (Liam Howlett, Robert Chetcut, Keith Camilleri, Cedric Miller, Keith Thornton, Trevor Randolph, Maurice Smith)
4. No Tourists – 4:18 (Liam Howlett, John Du Prez, Olly Burden)
5. Fight Fire with Fire (featuring Ho99o9) – 3:29 (Liam Howlett, Jean LeBrun, Lawrence Eaddy)
6. Timebomb Zone – 3:24 (Liam Howlett, Edward Chisolm, Christopher Barbosa)
7. Champions of London – 4:49 (Liam Howlett, Keef Flint, Maxim)
8. Boom Boom Tap – 4:05 (Liam Howlett, Andy Milonakis, Olly Burden)
9. Resonate – 3:50 (Liam Howlett, James Rushent)
10. Give Me a Signal (featuring Barns Courtney) – 4:01 (Liam Howlett, Barns Courtney, Olly Burden)

## Formazione
Gruppo
- Liam Howlett – sintetizzatore, programmazione
- Maxim – voce (tracce 2, 3, 4 e 7)
- Keef Flint – voce (tracce 3, 7 e 10)

Altri musicisti
- Brother Culture – voce (tracce 2 e 9)
- Olly Burden – chitarra (tracce 2, 5 e 7)
- Ho99o9 – voci (traccia 5)
- Leo Crabtree – batteria (traccia 7)
- Andy Milonakis – campionamento vocale (traccia 8)
- Barns Courtney – voce (traccia 10)

Produzione
- Liam Howlett – produzione, missaggio
- Prash "Engine-Earz" Mistry – mastering
- James Rushent – produzione (tracce 1 e 9)
- Olly Burden – coproduzione (tracce 2, 5, 6, 7, 8 e 10)

## Classifiche
| Classifica (2018)              | Posizione massima |
| ------------------------------ | ----------------- |
| Australia                      | 19                |
| Austria                        | 15                |
| Belgio (Fiandre)               | 30                |
| Belgio (Vallonia)              | 31                |
| Germania                       | 6                 |
| Irlanda                        | 18                |
| Italia                         | 57                |
| Nuova Zelanda                  | 28                |
| Paesi Bassi                    | 21                |
| Portogallo                     | 21                |
| Regno Unito                    | 1                 |
| Regno Unito (dance)            | 1                 |
| Spagna                         | 31                |
| Stati Uniti (dance/electronic) | 7                 |
| Svizzera                       | 8                 |